# Proxy (patró de disseny)

Proxy en UML

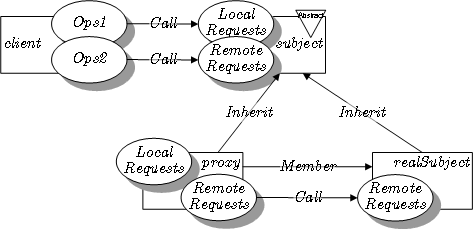
Proxy en LePUS3 (llegenda)

En programació, el patró proxy és un patró de disseny de programari.
Un proxy, en la seva forma més general, és una classe que funciona com una interfície a una altra cosa. L'altra cosa podria ser qualsevol: una connexió a la xarxa, un gran objecte en la memòria, un arxiu, o algun altre recurs que és car o impossible de duplicar.
Un exemple ben conegut dels proxys és d'intermediari en un model referenciat amb punters a objectes.
En els casos que hi ha vaires còpies d'un objecte complex el patró proxy pot ser adaptat per incorporar al patró Flyweight per tal de reduir la necessitat de memòria.

## Codis d'exemple

### Java
El següent exemple en Java implementa el patró "virtual proxy". La sortida del programa és:
```
Loading HiRes_10MB_Photo1
Displaying HiRes_10MB_Photo1
Loading HiRes_10MB_Photo2
Displaying HiRes_10MB_Photo2
Displaying HiRes_10MB_Photo1
```

La classe ProxyImage és usada per a retardar la costosa operació de càrrega d'un fitxer des del disc fins que aquesta operació és realment necessària. Si l'arxiu no és necessari, doncs, la costosa càrrega s'ha evitat.
```
import
 
java.util.*
;

interface
 
Image
 
{

 
public
 
void
 
displayImage
();

}

class
 
RealImage
 
implements
 
Image
 
{

 
private
 
String
 
filename
;

 
public
 
RealImage
(
String
 
filename
)
 
{
 

 
this
.
filename
 
=
 
filename
;

 
loadImageFromDisk
();

 
}

 
private
 
void
 
loadImageFromDisk
()
 
{

 
// Potentially expensive operation

 
// ...

 
System
.
out
.
println
(
"Loading "
+
filename
);

 
}

 
public
 
void
 
displayImage
()
 
{
 
System
.
out
.
println
(
"Displaying "
+
filename
);
 
}

}

class
 
ProxyImage
 
implements
 
Image
 
{

 
private
 
String
 
filename
;

 
private
 
Image
 
image
;

 
public
 
ProxyImage
(
String
 
filename
)
 
{
 
this
.
filename
 
=
 
filename
;
 
}

 
public
 
void
 
displayImage
()
 
{

 
if
 
(
image
 
==
 
null
)
 
{

 
image
 
=
 
new
 
RealImage
(
filename
);
 
// load only on demand

 
}

 
image
.
displayImage
();

 
}

}

class
 
ProxyExample
 
{

 
public
 
static
 
void
 
main
(
String
[]
 
args
)
 
{

 
Image
 
image1
 
=
 
new
 
ProxyImage
(
"HiRes_10MB_Photo1"
);

 
Image
 
image2
 
=
 
new
 
ProxyImage
(
"HiRes_10MB_Photo2"
);

 
Image
 
image3
 
=
 
new
 
ProxyImage
(
"HiRes_10MB_Photo3"
);
 

 
image1
.
displayImage
();
 
// loading necessary

 
image2
.
displayImage
();
 
// loading necessary

 
image1
.
displayImage
();
 
// no loading necessary; already done

 
// the third image will never be loaded - time saved!

 
}

}

```

### Python
```
#!/opt/env/python

class
 
Image
(
object
):

	
def
 
display
(
self
):

		
pass

class
 
RealImage
(
Image
):

	
def
 
__init__
(
self
,
 
name
):

		
self
.
name
 
=
 
name

		
self
.
load
()

	
def
 
load
(
self
):

		
print
 
"Loading..."
,
 
self
.
name

	
def
 
display
(
self
):

		
print
 
"Displaying..."
,
 
self
.
name

class
 
ProxyImage
(
Image
):

	
def
 
__init__
(
self
,
 
name
):

		
self
.
name
 
=
 
name

		
self
.
test
 
=
 
None

	
def
 
display
(
self
):

		
if
 
not
 
self
.
test
:

			
self
.
test
 
=
 
RealImage
(
self
.
name
)

		
self
.
test
.
display
()

def
 
main
():

	
t1
 
=
 
ProxyImage
(
"big_image1.png"
)

	
t2
 
=
 
ProxyImage
(
"big_image2.png"
)

	
t3
 
=
 
ProxyImage
(
"big_image3.png"
)

	
t1
.
display
()
 
# loads, displays

	
t2
.
display
()
 
# loads, displays

	
t1
.
display
()
 
# displays

#	t3.display() # no display, no load

	
return

if
 
__name__
 
==
 
"__main__"
:

	
main
()

```

### C#
En aquest exemple de C #, el  RealClient  emmagatzema un número de compte. Només els usuaris que coneixen una contrasenya vàlida poden accedir a aquest número de compte. El  RealClient  està protegit per una  ProtectionProxy  que sap la contrasenya. Si un usuari vol obtenir un número de compte, en primer lloc, el proxy demana a l'usuari autenticar-se, i només si l'usuari posa una contrasenya correcta el proxy no invoca el RealClient  per obtenir un número de compte per a l'usuari.
En aquest exemple, thePassword és la contrasenya correcta.
```
using
 
System
;

namespace
 
ConsoleApplicationTest.FundamentalPatterns.ProtectionProxyPattern

{

 
public
 
interface
 
IClient
 
{

 
string
 
GetAccountNo
();

 
}

 
public
 
class
 
RealClient
 
:
 
IClient
 
{

 
private
 
string
 
accountNo
 
=
 
"12345"
;

 
public
 
RealClient
()
 
{

 
Console
.
WriteLine
(
"RealClient: Initialized"
);

 
}

 
public
 
string
 
GetAccountNo
()
 
{

 
Console
.
WriteLine
(
"RealClient's AccountNo: "
 
+
 
accountNo
);

 
return
 
accountNo
;

 
}

 
}

 

 
public
 
class
 
ProtectionProxy
 
:
 
IClient

 
{

 
private
 
string
 
password
;
 
//password to get secret

 
RealClient
 
client
;

 
public
 
ProtectionProxy
(
string
 
pwd
)
 
{

 
Console
.
WriteLine
(
"ProtectionProxy: Initialized"
);

 
password
 
=
 
pwd
;

 
client
 
=
 
new
 
RealClient
();

 
}

 
// Authenticate the user and return the Account Number

 
public
 
String
 
GetAccountNo
()
 
{

 
Console
.
Write
(
"Password: "
);

 
string
 
tmpPwd
 
=
 
Console
.
ReadLine
();

 
if
 
(
tmpPwd
 
==
 
password
)
 
{

 
return
 
client
.
GetAccountNo
();

 
}
 
else
 
{

 
Console
.
WriteLine
(
"ProtectionProxy: Illegal password!"
);

 
return
 
""
;

 
}

 
}

 
}

 
class
 
ProtectionProxyExample

 
{

 
[STAThread]

 
public
 
static
 
void
 
Main
(
string
[]
 
args
)
 
{

 
IClient
 
client
 
=
 
new
 
ProtectionProxy
(
"thePassword"
);

 
Console
.
WriteLine
();

 
Console
.
WriteLine
(
"main received: "
 
+
 
client
.
GetAccountNo
());

 
Console
.
WriteLine
(
"\nPress any key to continue . . ."
);

 
Console
.
Read
();

 
}

 
}

}

```

### C++
```
#include
 
<string>

#include
 
<iostream>

class
 
Image
 
//abstract

{

protected
:

 
Image
()
 
{}

public
:

 
virtual
 
~
Image
()
 
{}

 
virtual
 
void
 
displayImage
()
 
=
 
0
;

};

class
 
RealImage
 
:
 
public
 
Image

{

public
:

 
explicit
 
RealImage
(
std
::
string
 
filename
)

 
{

 
this
->
filename
 
=
 
filename
;

 
loadImageFromDisk
();

 
}

 

 
void
 
displayImage
()

 
{

 
std
::
cout
<<
"Displaying "
<<
filename
<<
std
::
endl
;

 
}

private
:

 
void
 
loadImageFromDisk
()

 
{

 
// Potentially expensive operation

 
// ...

 
std
::
cout
<<
"Loading "
<<
filename
<<
std
::
endl
;

 
}

 
std
::
string
 
filename
;

};

class
 
ProxyImage
 
:
 
public
 
Image

{

public
:

 
explicit
 
ProxyImage
(
std
::
string
 
filename
)

 
{

 
this
->
filename
 
=
 
filename
;

 
this
->
image
 
=
 
nullptr
;

 
}

 
~
ProxyImage
()
 
{
 
delete
 
image
;
 
}

 
void
 
displayImage
()

 
{

 
if
 
(
image
 
==
 
nullptr
)
 
{

 
image
 
=
 
new
 
RealImage
(
filename
);
 
// load only on demand

 
}

 
image
->
displayImage
();

 
}

private
:

 
std
::
string
 
filename
;

 
Image
*
 
image
;

};

int
 
main
(
int
 
argc
,
 
char
*
 
argv
[])

{

 
std
::
cout
<<
"main"
<<
std
::
endl
;

 
Image
*
 
image1
 
=
 
new
 
ProxyImage
(
"HiRes_10MB_Photo1"
);

 
Image
*
 
image2
 
=
 
new
 
ProxyImage
(
"HiRes_10MB_Photo2"
);

 
Image
*
 
image3
 
=
 
new
 
ProxyImage
(
"HiRes_10MB_Photo3"
);
 

 
image1
->
displayImage
();
 
// loading necessary

 
image2
->
displayImage
();
 
// loading necessary

 
image1
->
displayImage
();
 
// no loading necessary; already done

 
// the third image will never be loaded - time saved!

 
delete
 
image1
;

 
delete
 
image2
;

 
delete
 
image3
;

 
return
 
0
;

}

```

### Perl
The Perl with Moose implementation. The "lazy" option is used to delay the expensive operation. The "handles" option is used to create the delegation to proxied class.
```
use
 
MooseX::Declare
;

role
 
Image
 
{

 
requires
 
'display_image'
;

}

class
 
RealImage
 
with
 
Image
 
{

 
has
 
'filename'
 
=>
 
(

 
isa
 
=>
 
'Str'
,

);
 

 
# Moose's constructor

 
method
 
BUILD
 
(
$params
)
 
{

 
$self
->
_load_image_from_disk
;

 
}

 
method
 
_load_image_from_disk
 
()
 
{

 
# Expensive operation

 
print
 
"Loading "
 
.
 
$self
->
{
filename
}
 
.
 
"\n"
;

 
}

 
method
 
display_image
 
()
 
{

 
print
 
"Displaying "
 
.
 
$self
->
{
filename
}
 
.
 
"\n"
;

 
}

}

class
 
ProxyImage
 
with
 
Image
 
{

 
has
 
'filename'
 
=>
 
(

 
isa
 
=>
 
'Str'
,

);
 

 
has
 
'image'
 
=>
 
(

 
does
 
=>
 
'Image'
,

 
lazy
 
=>
 
1
,
 
# default value is loaded only on demand

 
default
 
=>
 
sub
 
{
 
RealImage
->
new
(
filename
 
=>
 
$_
[
0
]
->
{
filename
})
 
},

 
handles
 
=>
 
[
 
'display_image'
 
],
 
# automatic delegation

);

}

class
 
ProxyExample
 
{

 
# Moose's constructor

 
method
 
BUILD
 
(
$params
)
 
{

 
my
 
$image1
 
=
 
ProxyImage
->
new
(
filename
=>
'HiRes_10MB_Photo1'
);

 
my
 
$image2
 
=
 
ProxyImage
->
new
(
filename
=>
'HiRes_10MB_Photo2'
);

 
my
 
$image3
 
=
 
ProxyImage
->
new
(
filename
=>
'HiRes_10MB_Photo3'
);

 
$image1
->
display_image
;
 
# loading necessary

 
$image2
->
display_image
;
 
# loading necessary 

 
$image1
->
display_image
;
 
# already done

 
# the third image will never be loaded - time saved!

 
}

}

ProxyExample
->
new
;

```